# Guozhen
Guozhen (kinesiska: 虢镇, 虢镇镇) är en häradshuvudort i Kina. Den ligger i provinsen Shaanxi, i den nordvästra delen av landet, omkring 140 kilometer väster om provinshuvudstaden Xi'an. Antalet invånare är 85 415.
Runt Guozhen är det ganska tätbefolkat, med 239 invånare per kvadratkilometer. Närmaste större samhälle är Fengxiang Chengguanzhen, 17,7 km norr om Guozhen. Trakten runt Guozhen består till största delen av jordbruksmark.
Genomsnittlig årsnederbörd är 754 millimeter. Den regnigaste månaden är september, med i genomsnitt 159 mm nederbörd, och den torraste är december, med 2 mm nederbörd.